# Lallaing
Lallaing és un municipi francès, situat a la regió dels Alts de França, al departament del Nord. L'any 2006 tenia 6.538 habitants. Limita al nord amb Anhiers i Flines-lez-Raches, al sud-est amb Pecquencourt, al sud amb Montigny-en-Ostrevent, al sud-oest amb Dechy, a l'oest amb Sin-le-Noble i al nord-oest amb Douai.

## Demografia
| 1962                                       | 1968  | 1975  | 1982  | 1990  | 1999  | 2006  |
| ------------------------------------------ | ----- | ----- | ----- | ----- | ----- | ----- |
| 7.642                                      | 8.813 | 8.399 | 8.174 | 8.001 | 6.999 | 6.538 |
| Des de 1962: població sense dobles comptes |       |       |       |       |       |       |

## Administració
| Període   | Identitat        | Partit        |
| --------- | ---------------- | ------------- |
| 2001-2008 | Francis Dureux   | Divers droite |
| 2008-     | Thierry Dancoine | PCF           |